# Werchnia Tersa
Werchnia Tersa (ukr. Верхня Терса) – wieś na Ukrainie, w obwodzie zaporoskim, w rejonie połohowskim, w hromadzie Wozdwyżiwka. W 2001 liczyła 920 mieszkańców, spośród których 841 wskazało jako ojczysty język ukraiński, 36 rosyjski, 1 mołdawski, 1 białoruski, 36 ormiański, 1 grecki, a 4 inny. W 2017 liczyła 849 mieszkańców.